# Incendie de l'usine Lubrizol à Rouen
L'incendie de l'usine Lubrizol et des entrepôts de Normandie Logistique à Rouen a lieu le 26 septembre 2019 dans une usine de produits chimiques de la société Lubrizol, classée Seveso seuil haut (« à haut risque ») ; cette usine synthétise et stocke des produits chimiques (phosphorés et organosulfurés) destinés à être utilisés comme additifs pour lubrifiants. Pour des raisons encore inconnues, le feu a pris en un lieu encore inconnu et a touché une partie des entrepôts de Normandie Logistique et de la zone de stockage de Lubrizol. Un épais panache de fumée noire s'est formé, atteignant plus de 20 km. Ni morts ni blessés ne sont à déplorer, à l'exception de personnes légèrement intoxiquées.
Dans le cadre de la gestion de l'accident, différentes mesures sont prises pour la protection de la population (confinement, fermetures d'écoles, suspension de certaines activités agricoles, etc.).
Sur le plan sanitaire, les résultats des premières mesures (air, eau) font apparaître un état habituel de la qualité de l’air, à l’exception de la mesure effectuée sur le site de Lubrizol pour ce qui concerne le benzène, et une bonne qualité de l'eau. Toutefois après la parution de la liste des produits impliqués dans l’incendie, des interrogations demeurent sur la présence ou non de produits dangereux dans les dérivés des combustions, qui n'auraient pas été mesurés. La préfecture de région se veut cependant rassurante et publie régulièrement ses analyses. En juillet 2020, un rapport gouvernemental tirant les leçons du retour d'expérience est publié.
L'accident a également des conséquences économiques (entreprises en activité partielle, agriculteurs en arrêt de production). Une mission d'information parlementaire est lancée. Des procédures judiciaires sont engagées.

## Caractéristiques de l’usine et risques associés

### Caractéristiques générales
L’usine Lubrizol de Rouen est implantée depuis 1954 sur 14 hectares d'une zone industrialo-portuaire, au sud-ouest de la ville de Rouen, principalement sur la commune de Rouen, mais aussi sur Le Petit-Quevilly (où l’habitat est plus présent). Elle appartient au groupe américain Lubrizol Corporation qui fut dès la fin des années 1920 pionnier dans le domaine des additifs pour lubrifiants. Cette société est aujourd'hui propriété de Berkshire Hathaway, la holding du milliardaire et investisseur américain Warren Buffett. Elle possède en France trois usines, dont le site de Rouen qui accueille également une grande partie des services supports européens, ainsi que Lubrizol Holdings France et le siège de Lubrizol Advanced Material France. 300 personnes environ y travaillent.
L'établissement synthétise, mélange et conditionne des additifs pour huiles moteur et pour divers fluides de transport ; des additifs et fluides pour les lubrifiants industriels ainsi que des additifs pour l'essence, le carburant diesel et les « combustibles utilisés pour l’automobile, la marine, l’aviation et les équipements industriels ». Le site comporte des zones de stockage des matières premières et produits finis ainsi que des unités de fabrication ou de mélange.

### Risques et classement Seveso
Le site de Rouen relève de la directive européenne Seveso 3 du 4 juillet 2012, relative à la maîtrise des dangers liés aux accidents majeurs impliquant des substances dangereuses et transposée en droit français avec deux décrets en date du 5 mars 2014,. Compte tenu des produits stockés, l'établissement est classé Seveso seuil haut et relève du régime de l'autorisation au titre de la législation relative aux installations classées pour la protection de l'environnement,. Y sont stockés et/ou employés en effet plus de 500 tonnes de produits classés toxiques pour les organismes aquatiques (2 534 tonnes autorisées au titre de la rubrique 1173.1 de la nomenclature des installations classées pour la protection de l'environnement). C'est aussi un « établissement à autorisation » du fait de la règle du cumul appliquée pour les activités relevant des rubriques 1171-1et 1171-2 (fabrication industrielle de substances ou préparations très toxiques/toxiques pour les organismes aquatiques) et 1172 (stockage de substances ou préparation très toxiques pour les organismes aquatiques).
Jusqu'en 2009, le site n'était que classé Seveso seuil bas, c'est-à-dire ne relevant pas de la catégorie seuil haut. En 2009 la société Lubrizol a engagé des études toxicologiques et écotoxicologiques dans le cadre de l'évolution de la réglementation relative aux produits dangereux et à leur étiquetage. Elles ont mis en évidence le caractère toxique pour l'environnement aquatique de certains produits fabriqués et/ou employés sur le site de Rouen, impliquant le passage à un classement Seveso seuil haut. En 2014, le fonctionnement de l'établissement était autorisé par les arrêtés préfectoraux du 25 novembre 2010 et du 30 août 2006.
La fiche d’information du public cite trois types de risques, variables selon les zones de l’établissement :
- incendie, du fait du caractère inflammable des produits stockés (risque dont la fréquence a été évaluée à au maximum une fois tous les 10 000 ans) ;
- dispersion toxique, due à la décomposition par la chaleur de certains produits, à la combustion d’une nappe liquide, ou au déversement de produits toxiques ;
- explosion, due à la formation et inflammation de vapeurs inflammables, déclenchant une déflagration.

### Milieux naturels sensibles susceptibles d’être exposés
Selon les évaluations de risques relatives à l'usine, la Seine est le milieu vulnérable le plus proche et dans un rayon de moins de 10 à 5 km figurent d'autres zones et habitats qui pourraient être directement ou indirectement concernés : on trouve à environ 3,8 km au nord-est du site les Coteaux de Biessard (un ensemble classé ZNIEFF de type I. À 1,6 km à l’est de l'usine se trouve le site du Coteau d’Hénouville et de la forêt de Roumare (ZNIEFF de type I) et la limite la plus proche du Parc naturel régional des Boucles de la Seine normande (PNRBSN) n'est qu'à 1,1 km à l’est de l'usine, laquelle a été construite à environ 6,8 km (à l’ouest) de la zone « Estuaire et marais de la Basse Seine aval » (Site Natura 2000 et Zone de protection spéciale (ZPS) pour les oiseaux, ainsi qu’à 4,6 km au nord est des « Boucles de la Seine Aval », un autre site classé Natura 2000 (et ZSC). Et la forêt de Roumare est aussi classée en Forêt de protection.

### Accidents précédents

#### Premiers incidents
En 1974, une importante fuite d'un gaz alors méconnu du grand public, le mercaptan, a lieu. De même  en 1989 avec environ 5 kilos de gaz. Dans les deux cas les habitants doivent quitter leurs logements ; les informations manquent et les risques sont méconnus, la directive Seveso n'existe pas et l'heure n'est pas à remettre en cause l'existence de l'usine.

#### Accident du 21 janvier 2013
Le 21 janvier 2013, une négligence lors de la production d'additif pour lubrifiant (le dialkyldithiophosphate de zinc) entraîne une importante émanation de mercaptans gazeux ; une odeur désagréable est perçue jusqu'en région parisienne et dans le sud de l’Angleterre. L'odeur des mercaptans étant perçue à des concentrations extrêmement faibles, très inférieures au seuil de toxicité réglementaire, il n'y avait pas de danger pour la santé, mais faute d'information claire du public, l'incident a provoqué à Rouen un début de panique.
Pour la première fois dans le département, un Plan particulier d'intervention (PPI) est déclenché (préventivement). Il a permis aux autorités de superviser l’enlèvement du produit et le nettoyage des cuves. Six mois plus tard, le rapport officiel conclut à une erreur humaine : un technicien a mis en route un agitateur au lieu d'une pompe. L'erreur était aussi collective, car le week-end, le personnel en poste n'a pas remarqué l'élévation de température de la cuve. Enfin, l'accident a été aggravé par la lenteur de la mise en place des mesures de neutralisation du problème, faute d’entraînement du personnel. Le panache odorant a été rétrospectivement modélisé (en 2015), confirmant « une situation de rotation du vent de 360° en 24 heures qui montrent que toutes les directions autour du site ont été impactées entre le 21 et le 22 janvier, expliquant la dispersion du nuage vers Paris et jusqu’au sud l’Angleterre » (constat déjà fait lors de la première modélisation de 2013).
L'entreprise prend des mesures correctrices, dont le renforcement du suivi de la température des bacs de stockage ; la mise en place d’un diagnostic de début de décomposition des produits ; la vidange du contenu du stockage vers un bac de quarantaine en cas de suspicion de décomposition et la création d’une procédure de traitement d’une décomposition et des situations accidentelles qui en découlent. L'État réagit aussi : la ministre Delphine Batho annonce, en avril 2013, une vingtaine de mesures de sécurisation renforcée des sites Seveso, dans le cadre d’un « plan de mobilisation pour la prévention des risques technologiques ». L'une de ces mesures est la création d’une force d’intervention rapide pouvant rapidement mobiliser des experts et les moyens d'autres sites industriels, et faire appel aux laboratoires indépendants et associations pour mesurer rapidement le niveau des rejets accidentels,,.
Des enquêtes judiciaires et ministérielles sont diligentées. L'entreprise est condamnée à une amende de 4 000 euros et la partie civile (l'association France Nature Environnement) obtient un euro symbolique et le remboursement de ses frais de justice.

#### Incidents récents
En 2015, à la suite d'un incident d'exploitation, 2 000 litres d'huile minérale se déversent dans le réseau d'évacuation des eaux pluviales. Un barrage est mis en place pour éviter toute diffusion dans la Seine.
En 2017, un arrêté préfectoral de mise en demeure pour « insuffisance du dispositif anti-incendie » est pris concernant l'usine.

### Gestion des risques associés à l’établissement
La politique de gestion du risque industriel en France s'organise autour des trois principes : réduire les risques à la source, limiter les effets d'un accident (action sur le vecteur de propagation) et limiter les conséquences (action sur l'exposition des cibles). Les pouvoirs publics déclinent ces trois principes en quatre points : la réduction du risque à la source, la maîtrise de l’urbanisation, l'organisation des secours et l'information du public. Ceci se décline pour cet établissement comme suit :

#### Réduction du risque à la source
L'exploitant doit démontrer sa maîtrise des risques sur son site et sa capacité à maintenir ce niveau de maîtrise au moyen d'une étude de dangers (actualisée tous les cinq ans), et d'un système de gestion de la sécurité (SGS).

#### Maîtrise de l’urbanisation autour du site

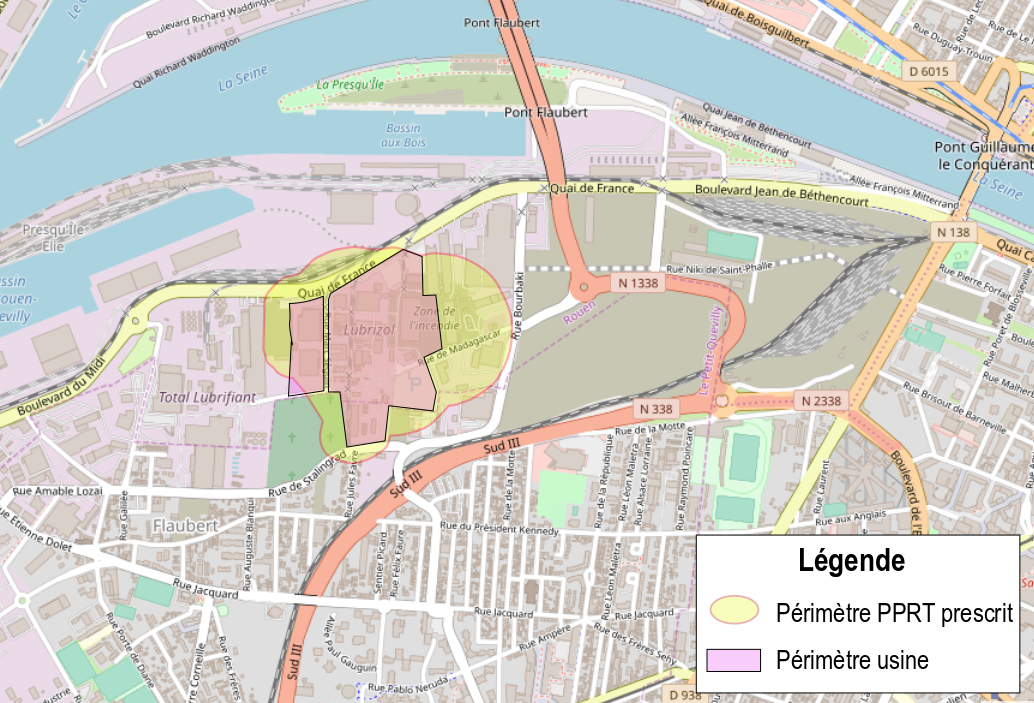
Carte du périmètre prescrit du PPRT de l’usine Lubrizol.

Conformément à la loi, tout établissement Seveso à « haut risque » (dits AS) met en œuvre un plan de prévention des risques technologiques (PPRT) ; il vise à résoudre les situations difficiles en matière d'urbanisme héritées du passé et à mieux encadrer l'urbanisation future. L'exploitant met en œuvre toutes les mesures de sécurité envisageables pour atteindre un niveau de risque aussi bas que possible, compte tenu de l'état des connaissances et des pratiques et de la vulnérabilité de l'environnement de l'établissement : on parle de réduction du risque à la source. Le PPRT comporte des dispositions pour les constructions exposées au risque. Le PPRT relatif à l’usine de Rouen a été prescrit le 6 mai 2010 et approuvé le 31 mars 2014. Les contraintes liées au PPRT s’imposent aux plans locaux d’urbanisme des communes concernées (Rouen et Petit-Quevilly).
La notice de présentation de ce PPRT précise qu’il existe une différence importante entre la zone couverte par le PPRT et l’étendue géographique des effets et nuisances ressenties pendant un événement du type de celui du 21 janvier 2013. Ceci est dû au fait que les effets (gênes, maux de tête…) liés à une exposition à des concentrations inférieures aux seuils toxicologiques des effets irréversibles ne sont pas intégrés dans la détermination des zones couvertes par les Plans de prévention des risques technologiques mais ont vocation à être gérés par les plans d’urgence (Plan particulier d'intervention (PPI)).
Le PPRT impose des mesures à prendre sur les urbanisations existantes. Cela passe par des expropriations [dans les cas les plus dangereux et les moins urbanisés], ou des travaux à réaliser, tels que le renforcement des vitrages ou la réalisation d'une pièce confinable (pièce étanche que certains riverains peuvent être amenés à posséder). Des accompagnements financiers sont possibles pour réaliser les travaux. À Rouen, le PPRT associé au site Lubrizol s'applique avec des prescriptions de travaux, mais ces prescriptions ne concernent que quatre logements, précise Delphine Favre, de l'Association nationale des collectivités pour la maîtrise des risques technologiques majeurs (Amaris).
L’accident du 26 septembre met en exergue la problématique de l’aire d’accueil des gens du voyage du Petit-Quevilly, qui dispose de 25 emplacements et accueille 70 personnes. Située à 500 mètres à l’ouest de l’usine, elle n'a pas été sous le panache de fumée et n'a pas subi de retombées de suies, mais les personnes présentes ont été incommodées par les odeurs sans pouvoir formellement se confiner. Or la construction d’un local de confinement est explicitement prévue pour ce type de dispositif dans les recommandations en date 25 janvier 2018 du PPRT relatif aux sites de Rubis terminal et de Borealis, dans le périmètre d’exposition aux risques desquels se trouve cette aire d’accueil des gens du voyage,. La métropole de Rouen assure que les travaux devraient commencer en 2020.

#### Gestion de crise et organisation des secours

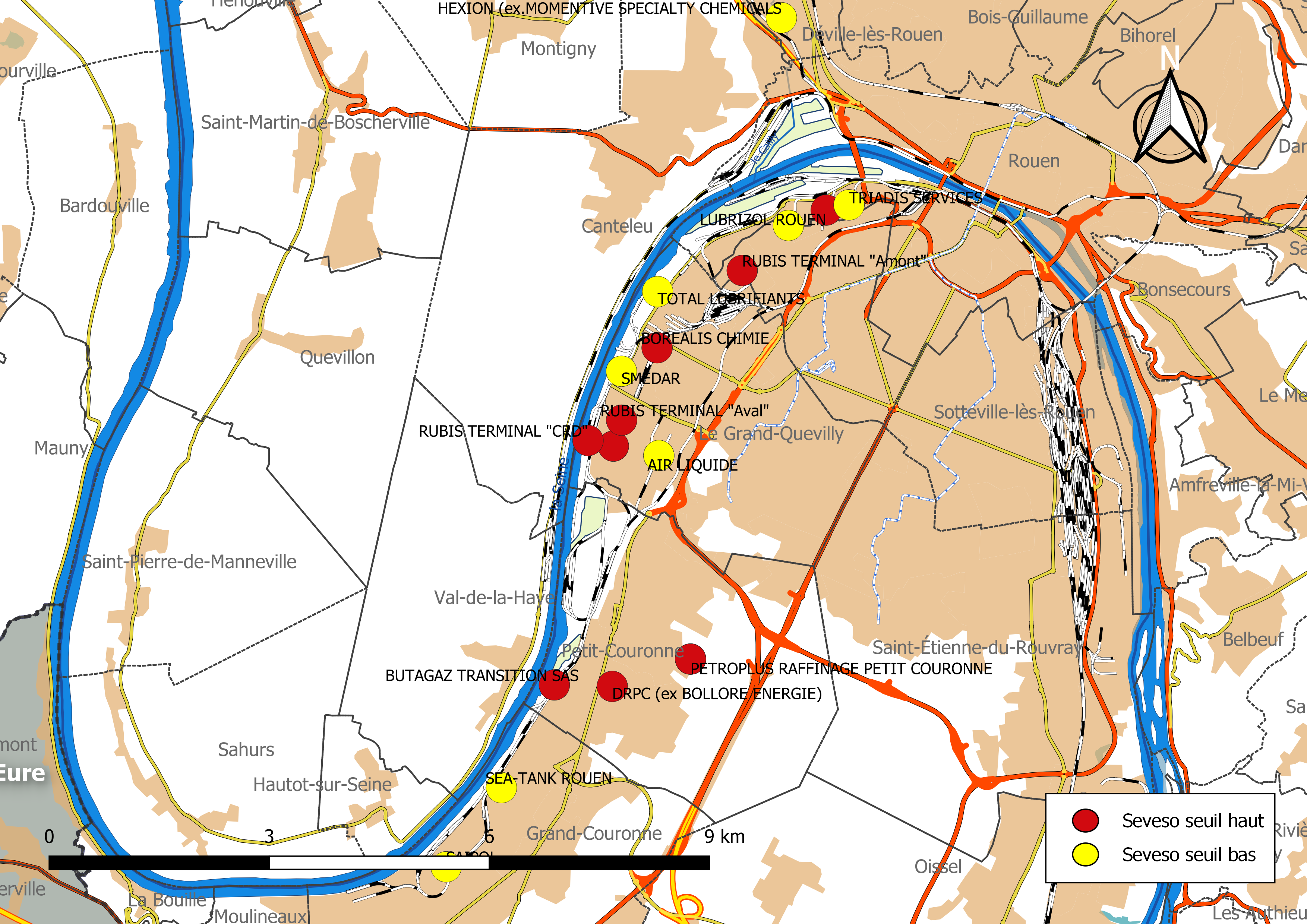
Carte des établissements classés Seveso aux abords de Rouen (état au 5 octobre 2019). La densité d'établissements a conduit les autorités à élaborer un PPI de zone englobant l'ensemble des sites.

En cas de crise grave, les acteurs compétents pour la mise en œuvre des secours sont  :
- L’industriel, qui dispose, pour tout incident ou accident circonscrit à l’établissement, de son Plan d’opération interne (POI) pour organiser le premier niveau de réponse face à l’évènement. En tant que responsable de l’organisation à l’intérieur de son établissement, l’exploitant met en œuvre les dispositions visant à limiter l’évolution du sinistre et ses conséquences afin de protéger le personnel, la population voisine et l’environnement. Il alerte également les services de secours publics et informe les autorités responsables.
- Le préfet, qui élabore le Plan particulier d'intervention (PPI) pour faire face à un sinistre dont les conséquences dépassent les limites de l’établissement[31]. Le préfet est alors directeur des opérations de secours. La finalité de ce plan de secours est de protéger la population voisine des effets du sinistre. Ce plan, annexé au dispositif ORSEC départemental, définit le rôle de chacun des acteurs du risque majeur en cas d’accident grave. Le PPI est obligatoire pour tous les établissements classés Seveso « seuil haut ». Compte tenu de la densité du tissu industriel, et afin de prendre en compte les effets de réaction en chaîne qui pourraient en résulter, des PPI dits « de zone » ont été arrêtés pour la zone de Rouen, qui concerne vingt établissements dont l'entreprise Lubrizol[32], mais aussi pour les zones du Havre, d'Elbeuf, de Port-Jérôme et de Caudebec-en-Caux.
- Le maire qui, au niveau communal, est détenteur des pouvoirs de police et a la charge d’assurer la sécurité de la population. À cette fin, il prend les dispositions lui permettant de gérer la crise. En complément du secours aux personnes, le Plan communal de sauvegarde (PCS), quand il existe, permet au maire d’assurer le soutien et la sauvegarde de la population. Les communes du Petit-Quevilly et de Rouen disposent chacune d’un PCS[33],[34].

#### Information du public
Différentes instances de concertation sont mises en place autour des sites présentant des risques majeurs. Les Comités locaux d'information et de concertation (CLIC) constituent des lieux de débat et d'échange sur la prévention des risques industriels entre les différents acteurs (exploitants, pouvoirs publics mais également riverains et salariés). Le CLIC qui concerne l’établissement Lubrizol à Rouen est celui, dit Rouen Ouest, qui regroupe tous les établissements AS situés à l'ouest de l'agglomération de Rouen. Il a été créé par arrêté préfectoral du 4 août 2005. Sa composition est renouvelée périodiquement. Il est composé des représentants de l’État, des collectivités locales, des industriels, des associations de protection de l’environnement, des riverains et des salariés,. À la suite du décret du 7 février 2012, les Clic sont remplacés par une commission de suivi de site. À la date de l’accident, le dernier arrêté préfectoral fixant la composition de la commission de suivi de sites (CSS) de la zone industrielle ouest de l’agglomération rouennaise, englobant l’usine Lubrizol, est celui du 24 mai 2018.
Parallèlement, préfets et maires ont l'obligation d'informer préventivement les citoyens sur les risques via le Dossier Départemental des Risques Majeurs (DDRM) et le Document d'information communal sur les risques majeurs (DICRIM). Le DDRM de Seine-Normandie en vigueur au moment de l’accident date de 2014. Le Plan Particulier d’Intervention de zone (PPI) donne lieu à une plaquette présentant les risques des 20 entreprises concernées par le PPI de zone Rouen ouest (qu'elles soient SEVESO seuil haut, seuil bas ou générant des risques très significatifs) et visant à en informer les populations riveraines.

#### Autorisations et contrôles
Tout stockage est soumis à autorisation. La société a bénéficié en 2019, de deux arrêtés préfectoraux autorisant l’augmentation des capacités de stockage de produits « dangereux pour le milieu aquatique ». Cette autorisation a été donnée sans évaluation environnementale préalable, en application de la loi ESSOC du 10 août 2018 qui assouplit la législation en la matière et ne la rend plus obligatoire en donnant latitude au préfet de décider si elle est nécessaire. Cette disposition est dénoncée par divers acteurs comme Corinne Lepage ou Yannick Jadot. Devant cette polémique, Patrick Berg, le directeur régional de l’environnement (Dreal Normandie) précise le 3 octobre 2019 que les «240 conteneurs autorisés en juin 2019 ne modifiaient pas substantiellement la nature du site et des risques associés. Une évaluation environnementale n’aurait pas apporté de connaissance supplémentaire par rapport à ce qu’on savait déjà ».
Le dernier contrôle de l'établissement avant la date de l'accident a été fait le 6 septembre 2019.

## Chronologie de l'accident du 26 septembre 2019

Schéma des installations de Lubrizol. Les bâtiments A4 et A5 ainsi que deux bâtiments de Normandie Logistique ont brûlé.

### Jour J: 26 septembre

#### Déclenchement de l'incendie
L'incendie a eu lieu le 26 septembre 2019 et a touché les entrepôts de Normandie Logistique et une partie de la zone de stockage de l' usine de produits chimiques de la société Lubrizol classée Seveso 2 seuil haut (« à haut risque ») ; cette usine synthétise et stocke des produits chimiques (phosphorés et organosulfurés) destinés à être utilisés comme additifs pour lubrifiants. L'incendie frappe les installations d’enfûtage et d’entreposage de l’usine ainsi qu'un entrepôt voisin n’appartenant pas à l’entreprise,, mais à la société Normandie Logistique SCMT (Société commerciale de magasinage et de transports). L'origine formelle du feu n'est pas établie. Dans un communiqué le site officiel du groupe industriel déclare : « La vidéosurveillance et des témoins oculaires indiquent que le feu a tout d’abord été observé et signalé à l’extérieur du site de Lubrizol Rouen, ce qui suggère que l’origine du feu est extérieure à Lubrizol et que le feu s’est malheureusement propagé sur notre site » . Le groupe ne publie pas d'éléments confirmant cette déclaration, qui est mise en doute par certains médias.
À la suite de l’incendie, un épais panache de fumée noire s'est formé, atteignant 20 km de long et 6 km de large.

#### Essai de modélisation de l'incendie (a posteriori)
Dans les semaines qui suivent, l'Ineris cherche à modéliser l'incendie pour mieux caractériser la source des gaz et fumées, les paramètres d’émission tels que « sur-hauteur » ; vitesse ascensionnelle, température des fumées au point d’émission ; et les zones possibles de retombées. Les hypothèses sont :
- une vitesse de combustion de 20 g/m2/s, ce qui est la valeur typique d’un feu d’huile en partie ventilé (d’après les données expérimentales disponibles, en tenant compte de la variété des produits présents et de la présence d’éléments incombustibles et d’éléments de structure susceptibles modifier la ventilation du foyer et donc la vitesse de combustion)[49] ;
- une chaleur de combustion de 30 MJ/kg[49] ;
- un feu développé sur environ 20 000 m2 (Lubrizol + entrepôt voisin)[49].

La hauteur théorique d’émission des fumées a été estimée dans ce cas à environ 90 m, avec une température atteignant encore 250 °C à cette hauteur, bien au-dessus des flammes visibles. Selon l’INERIS, la prise en compte du stock qui a brûlé sur le site de Normandie Logistique, et d’informations nouvelles sur les combustibles (ex : 7 t de pneus  sur près de 10 000 t d’huile stockées au total) ne conduit « ni à modifier les recommandations faites dans les avis formulés par l’Ineris en situation d’urgence le 26 septembre puis le 4 octobre sur la liste des substances à rechercher et dont la recherche a souvent commencé, ni à élargir les propositions de prélèvement notamment en relation avec la cartographie des retombées ». L’Ineris précise que pour un incendie de cette ampleur, tenir compte de la dynamique du feu et des effets des actions des pompiers est très difficile, et qu’en tenir compte pour quantifier les émissions de polluants à l’atmosphère est impossible. « Il est toutefois possible d’indiquer qu’une modification des caractéristiques du terme source représentatif de l’incendie modifierait potentiellement les quantités déposées mais peu les zones de retombées ».

### Mois 1
La première journée est consacrée à la maîtrise de l'incendie et à la mise en place de mesures de protection de la population et de l’environnement. La communication des autorités se veut rassurante au vu des premières mesures réalisées. Les craintes de la population tant en matière de santé que d’environnement s’amplifient néanmoins, et la parole publique se libère. La publication de la liste des produits présents sur le site ne contribue pas à rassurer la population, à tel point qu’avant la fin de la première semaine suivant l’événement, le Tribunal de Rouen est saisi de plusieurs plaintes, qu'une mission d'information parlementaire est créée, et que des porte-paroles de plusieurs professions lésées par l'accident prennent la parole.
Les opérations de nettoyage du site continuent en semaine 2, avec le pompage des boues d'hydrocarbures et l’installation d’un dispositif spécial pour neutraliser et évacuer les 160 fûts dégradés desquels s'échappent des odeurs incommodantes pour la population. Les premiers résultats des mesures diligentées sur l'air, l’eau ou les suies sont rassurants mais doivent être confirmés par de nouvelles séries de mesures. Les mesures prises en ce qui concerne les exploitations agricoles et autres producteurs de denrées alimentaires sont néanmoins maintenues. 216 communes sont concernées par ces mesures. Malgré tout la population reste défiante et le nombre de plaintes augmente, atteignant le nombre de 130 le 8 octobre.
L’équipement provisoire de confinement pour procéder à l’enlèvement des fûts et à la dépollution du site est en place en semaine 3. Les opérations devraient durer deux mois. Concernant les produits impliqués dans l’incendie, le décompte total est enfin connu. Ce sont en fait 9 505 tonnes qui ont brûlé se répartissant en 4 252 tonnes de produits chez Normandie Logistique et 5 235 chez Lubrizol. Les analyses sur le lait, les fruits et les légumes sont jugées conformes et permettent une levée des restrictions sur le lait le 14 octobre et sur les fruits et légumes le 18. Des analyses sur certains pompiers intervenus sur site sont par contre jugées mauvaises, mais doivent être confirmées à J+31.
Après la mise en place du dispositif étanche et pressurisé, les opérations robotisées d'évacuation des 1300 fûts dont 160 dégradés et dangereux commencent en semaine 4. Les auditions devant la commission d’enquête sénatoriale et la mission d’information de l’Assemblée nationale commencent également. Le PDG de Lubrizol se veut rassurant. Le directeur du SDIS précise les conditions d’intervention des pompiers. Le directeur de la DREAL précise quant à lui que l’entreprise Normandie Logistique présentait une défaillance administrative. Par défaut d’information de l'exploitant, elle était en effet connue comme entreprise soumise à déclaration alors qu’elle était soumise à enregistrement.

### Mois 2
Le 25 octobre, l'État annonce lancer une enquête de santé auprès de la population vivant autour de l'usine de Lubrizol à Rouen à compter du mois de mars 2020, une enquête dont le lancement est jugé tardif et les modalités critiquées par certains acteurs, comme le parti EELV. Parallèlement le parquet de Paris annonce le 29 octobre dans un communiqué de presse que l’enquête préliminaire est clôturée et qu’une information judiciaire est ouverte contre X pour sept chefs d'accusation et confiée à trois juges d’instruction. 545 plaintes ont à cette date été déposées.

## Gestion de l’accident par les autorités

### Cellules de crise
Le préfet de la Seine-Maritime déclenche immédiatement le Plan particulier d'intervention (PPI). Un Centre opérationnel départemental (COD) est ouvert en préfecture où l'ensemble des services de l’État sont regroupés. Et un Centre d'information au public (CIP) y est installé, avec un numéro d'appel gratuit (02 32 76 55 66, qui, à 15 heures, avait reçu plus de 1 200 appels.
Parallèlement, les communes voisines, une fois informées, déclenchent leur PCS et mettent en place des cellules de crise. Au Petit-Quevilly, le processus d’alerte est engagé après un appel téléphonique de la Police nationale à l'agent d’astreinte de la ville à 4 h 15, informant de l'accident et demandant la pose de barrières de sécurité autour du périmètre de danger. L'agent informe le directeur général, qui lui-même informe la maire, Charlotte Goujon, et le chef du service de sécurité. L'agent se rend sur place et est devant l'usine en feu à 4 h 45. À 6 h du matin, une cellule de crise est en place à la mairie. La maire estime avoir été tardivement et très mal informée.

### Alerte de la population
À 6 h 11, la ville du Petit-Quevilly utilise avec succès son système d’alertes par téléphone et par SMS, Cedralis, auquel sont abonnés les habitants qui le souhaitent (6 770 foyers selon le site de la commune). Mais pour la maire  « il y a eu des explosions bien plus tôt. Les habitants ont pris peur dès 5 h 15, 5 h 30 du matin. Certains ont mis leur famille dans leur voiture et sont partis en catastrophe.» .
À 7 h 10, la préfecture de Seine-Maritime annonce qu'elle va déclencher les sirènes d'alerte à 7 h 45 dans un but d’alerter la population. Les sirènes, que l'on peut entendre le premier mercredi de chaque mois, sont un des vecteurs d’information du Système d'alerte et d'informations aux populations (SAIP), qui permet d’avertir la population d’une zone donnée, d'un danger imminent et de l’informer sur la nature du risque et le comportement à tenir. Elles sont complétées par un service de diffusion de l'alerte à des opérateurs dont certains médias, qui doivent relayer avec leurs propres moyens les informations. Ces sirènes sont déclenchées entre « 8 heures et 8 h 10 » à Rouen, selon Delphine Favre, de l'Association nationale des collectivités pour la maîtrise des risques technologiques majeurs (Amaris). Il apparaît toutefois que toute la population n’a pas entendu ces sirènes. La mairie de Petit-Quevilly relaie quant à elle à 7 h 30 l'information de confinement de la population dans un rayon de 500 m autour du site et de fermeture des écoles Joliot-Curie et Jean-Baptiste Clément.
Divers acteurs, comme Yves Blein, président d’Amaris et député du Rhône ou Christian Sommade, délégué général du Haut comité français pour la résilience nationale, dénoncent la défaillance de l'alerte aux populations (absence de déclenchement de la sirène de l'exploitant, retard considérable de l'alerte aux collectivités, sirène inaudible de nombreuses personnes, messages confus), en partie due à un système obsolète. Ils s'interrogent en particulier pourquoi la France tarde à déployer la technologie « cell broadcast » (diffusion cellulaire en français) qui permet la diffusion rapide d'un message intelligible et facilement identifiable à l’ensemble des téléphones situés dans un espace géographique donné. De nombreux pays tels que les États-Unis, le Chili, le Japon, ou encore les Pays-Bas l'ont déjà déployée,.

### Mesures concernant le site

#### Extinction de l’incendie
En lien avec la cellule de crise, jusqu'à 240 sapeurs-pompiers et 200 camions ont été mobilisés sur le site, afin de traiter cet incendie « hors norme » et d'éviter qu'il ne s'étende en causant un suraccident (deux sites voisins sont classés Seveso seuil bas). Des renforts spécialisés sont venus de l'Eure, du Calvados, de Picardie et de la région parisienne, et selon la préfecture : 90 policiers et 46 gendarmes ont été mobilisés. Le débit d’eau projetée par les pompiers (avec un émulseur propre à éteindre les feux d'hydrocarbures) a atteint 25 000 L/min.
En soirée, à 21 h 4, environ 18 h après le départ probable de feu, la préfecture annonce que « le principal foyer de l'incendie » est éteint. Des analyses de suies et d'air sont en cours, dont les premiers résultats sont annoncés pour le lendemain (vendredi). Le vendredi, les pompiers sont encore sur le site. La carte de localisation des prélèvements faits par la Cellule mobile d'intervention chimique du SDIS pour analyse est publiée, ainsi que de premiers résultats.

#### Arrêt des activités
Dès le 26 septembre, le préfet de Seine-Maritime signe un arrêté de mesures d’urgence imposant l’arrêt des activités du site et sa mise en sécurité et imposant à l’exploitant de mettre en sécurité son site (collecter et évacuer les eaux polluées à la suite de l’incendie, évacuer les déchets) et d’assurer les actions nécessaires garantissant l’absence d’intrusion sur site et la maîtrise des accès, le tout à ses frais. Il doit également définir une stratégie pour la mise en place d’une surveillance environnementale post-accidentelle et engager les premiers prélèvements nécessaires dès le 27 septembre. Ces données seront utilisées dans le cadre de la cellule de suivi post-accidentel, mise en place par la préfecture de la Seine-Maritime.

#### Nettoyage et décontamination du site
Des boues d'hydrocarbures et divers fûts subsistent sur site après l'incendie. Pour nettoyer l’usine, il convient de pomper ces boues et d'évacuer les fûts.
Le préfet de la région Normandie, Pierre-André Durand, fait le 3 octobre un point de situation sur les opérations de décontamination du site. Il déclare que des pompages massifs des boues d'hydrocarbures sont en cours et « auront permis en fin de semaine de résorber totalement ce qu’on appelle la petite nappe » située à proximité du hangar des fûts. « Le travail se poursuivra la semaine prochaine pour terminer la grande nappe». Il va durer encore plusieurs semaines vraisemblablement. Des vaporisateurs ont en outre été installés « pour accompagner ces opérations et limiter le plus possible les problématiques d’odeurs». Le préfet note « des résultats très significatifs sur Rouen et [pense] que pour la population c’est quelque chose de très précieux, tant ces odeurs étaient incommodantes, dérangeantes et j’ajoute anxiogènes » .
Par ailleurs, 160 fûts altérés par l'incendie, qui se trouvaient sur une aire de stockage, doivent être évacués. Ils contiennent un agent chimique qui peut dégager de l'hydrogène sulfuré. S'il est chauffé, cet agent peut aussi produire du mercaptan, un gaz peu toxique mais très malodorant qui s’était dégagé lors de l’accident de 2013. Pour retirer ces fûts, Lubrizol va faire appel à un spécialiste de l’élimination des déchets industriels. Une tente fermée et en dépression, de 55 mètres sur 25, devrait être installée sur la zone. Elle sera reliée « au dispositif pérenne dont est équipé le site pour l’élimination des émissions de mercaptan et d’hydrogène sulfuré ». Les fûts seront déplacés dans une benne à l’aide d’une pelle à pinces. Des vaporisateurs d’eau installés autour de la tente pourront intercepter d’éventuelles molécules odorantes résiduelles.

### Mesures de protection de la population

#### Personnes sensibles
Pour les personnes sensibles, à savoir les enfants et les personnes âgées, des mesures particulières sont recommandées.
Les établissements scolaires (écoles, collèges, lycées) ainsi que les crèches sont ainsi fermés dans 13 communes les 26 et 27 septembre (Rouen rive-droite, Bois-Guillaume, Mont-Saint-Aignan, Isneauville, Quincampoix, Saint-Georges-sur-Fontaine, Saint-André-sur-Cailly, La Rue-Saint-Pierre, Saint-Germain-sous-Cailly, Cailly, Bosc-Guérard-Saint-Adrien, Canteleu et Bihorel). Les communes affectées par l’accident rouvrent leurs écoles lundi 30 septembre, après avoir procédé au nettoyage des jeux dans les cours de récréation. Des inquiétudes subsistent néanmoins pour certains parents qui n’ont pas amené leur enfant à l’école, des doutes subsistant par rapport à l’eau ou au nettoyage des suies. Selon le cabinet du maire de Rouen, entre cinq et six écoles rouennaises sont, mardi 2 octobre, « soit fermées, car les enseignants ont fait usage de leur droit de retrait, soit [parce qu'ils] ont demandé aux parents de venir chercher leurs enfants quand ils le pouvaient à cause de l'odeur ».

#### Restrictions de circulation
Par mesure de précaution, la préfecture conseille dès le 26 septembre d’éviter dans l’agglomération de Rouen les déplacements non indispensables, de ne pas s’exposer inutilement aux fumées et de rester à l’intérieur autant que possible. Par ailleurs, elle ferme les axes N338, N1338, le pont Gustave-Flaubert et l'autoroute A150 en direction de Rouen pour une durée indéterminée. Des itinéraires de déviations sont mis en place sur le terrain.

### Déclenchement du plan Polmar
Le plan Polmar, un dispositif déclenché en cas de pollution maritime accidentelle qui prévoit notamment la mise en place de « barrages antipollution », est déployé pour écarter une pollution de la Seine. Le préfet précise qu’il n'est « pas impossible qu'on relève quelques traces au-delà des barrages à l'occasion de la marée » mais elles seront « aisément récupérables car en surface »,.

### Gestion post-accident

#### Cellule post-accident technologique
Le samedi 28 septembre, le préfet annonce la mise en place d’une cellule post-accident technologique pour prendre le relais de la cellule de crise activée lors de l’accident. Les missions qui lui sont confiées portent sur l’évaluation de la situation, l’organisation des campagnes de prélèvements dans les différents milieux environnementaux (air, eau, sols) et le suivi sanitaire de l’événement en lien avec Santé Publique France.

#### Accompagnement de la population
L'ARS, en coordination avec la Préfecture, met en place un accueil psychologique au centre municipal Charlotte Delbo (rue Roger Besus à Rouen) les 2, 3 et 4 octobre 2019.

#### Produits chimiques impliqués dans l'incendie
Le 1er octobre, après de multiples demandes des habitants, le préfet communique la liste des produits chimiques stockés dans l'entrepôt de l'entreprise Lubrizol dont le tonnage est de 5 253 tonnes, en précisant que depuis les attentats de 2015 ce type de données concernant une usine Seveso seuil haut ne sont pas publiques et sont communiquées exceptionnellement. Cette liste comprend diverses amines (1 000 tonnes) dont de l'acide diéthyldithiophosphorique et des sels de zinc correspondants, du triphényl phosphite, de l'acide benzènesulfonique, du dodécylphénol, de l'hydroxytoluène butylé, du triphénylphosphorothioate, du bismuthiol, de l'aniline ainsi que 3 308 tonnes de produits finis identifiés comme des « additifs pour lubrifiants multiusages» contenant un tiers de polysulfures d'oléfine et des sels de thiophosphates et sulfonates mélangés à des polymères, esters et hydrocarbures. Ces documents sont accompagnés des 479 fiches de sécurité qui précisent les caractéristiques des produits et les risques associés, notamment en cas de combustion. Le préfet précise que depuis les attentats de 2015 ce type de données concernant une usine Seveso seuil haut ne sont pas publiques et sont communiquées exceptionnellement. La note d'accompagnement précise que tous les produits ne sont pas dangereux. La dangerosité dépend de la quantité présente, du devenir des molécules après avoir brûlé et de la manière dont on est exposé (contact cutané, inhalation, ingestion).
Le 4 octobre, le préfet annonce que la liste de produits publiée le 1er octobre est incomplète. En effet, concomitamment à l'incendie du site de Lubrizol, les entrepôts de l'usine voisine, Normandie Logistique, non classée Seveso, ont également brûlé. Sur ses trois entrepôts de stockage, contenant 9 050 tonnes de marchandises, un a entièrement brûlé et deux ont été partiellement détruits. Or, contrairement à Lubrizol, l’entreprise n’a pas été capable (au 4 octobre 2019) de dire précisément quels produits avaient brûlé et en quelle quantité. Selon le préfet, « ce site, créé en 1947, est un peu ce qu'on appelait avant des magasins généraux ». Il rajoute toutefois que cette entreprise hébergeait également des produits « de chez Lubrizol ». « Ils étaient là de manière déportée, avant d'être rapatriés sur le site de Lubrizol », et annonce l’ouverture d’une enquête administrative pour savoir si cette situation était « régulière ou pas ». La préfecture communique ainsi sur son site de nouvelles informations sur de nouveaux produits susceptibles d’avoir brûlé. Les 9 050 tonnes de produits stockés dans les trois bâtiments de Normandie Logistique au 26 septembre se répartissent en : 4 157 tonnes de produits Lubrizol (des matières premières et des produits finis) et 139 tonnes de produits Total (des asphaltes), soit un peu moins de 4 300 tonnes, et des produits divers à hauteur d’un peu moins de 4 750 tonnes (des produits alimentaires, tels que la gomme arabique, ou des produits tels que de la magnésie ou de la bauxite). Au total, selon l'Ineris (10 octobre 2019), « les produits « Lubrizol » sur l’ensemble des 2 sites se présentaient sous la forme de 617 références différentes pour un tonnage de 9 419 tonnes. ». Cette nouvelle information fait réagir des associations écologiques qui ne comprennent pas pourquoi Normandie Logistique n’a pas été incluse dans la zone Seveso pour la soumettre à des contrôles.

#### Évaluation et surveillance sanitaires
En accompagnement de la liste des produits chimiques présents sur site et détruits lors de l’incendie diffusée le 1er octobre, une note d'explication précise les modalités des premières évaluations, éléments présentés par le préfet lors de sa conférence de presse. Il apparaît ainsi qu'« en urgence, certains produits toxiques aigus classiques dans les feux d’hydrocarbures ont été recherchés par les pompiers pour éliminer ceux qui ont un impact immédiat sur la santé. En leur absence, aucune évacuation n’a été décidée mais une zone de confinement a été établie et des mesures de précaution prises (écoles). ». Le préfet informe que, sur la base de la liste communiquée et en s’appuyant sur l'expertise de l'INERIS et de l'ANSES, la première campagne de prélèvements sera « si nécessaire complétée afin de procéder à une évaluation quantitative des risques sanitaires qui se déroulera pendant plusieurs semaines ». Une surveillance sanitaire adaptée de la population pourrait ensuite être mise en place.

#### Pas de déclenchement de l’état de catastrophe technologique
Divers élus locaux et responsables écologistes demandent rapidement le déclenchement de l’état de catastrophe technologique, introduit en droit français après le drame d'AZF en 2001, pour faire prendre en charge certains travaux par les assurances. Le gouvernement répond, par la voie de son porte-parole Sibeth Ndiaye le 4 octobre, que ce dispositif ne peut pas être déclenché parce qu’« il faut qu’il y ait des destructions de logements rendus de fait inhabitables ». De fait les articles L128-1 et R128-1 fixent les conditions de cette garantie, déclenchée en cas de survenance d’un accident dans une installation relevant du titre 1er du livre V du code de l’environnement : l’état de catastrophe technologique est constaté en cas de survenance d’un accident rendant inhabitables plus de cinq cents logements. Celui-ci doit être décidé dans les quinze jours qui suivent l’accident, par un arrêté publié au Journal officiel. Selon les demandeurs, cette interprétation des textes pourrait se discuter, puisque la notion de “destruction” soulignée ici par la ministre n’y figure pas. D’autres affirment que ce n’est pas la loi de 2003 qui pose problème ici, mais le décret très restrictif qui de 2005, et qu’un nouveau décret pourrait être pris élargir cette garantie aux dégâts observés à Rouen,,.[style à revoir]

## Conséquences sanitaires et environnementales

### Bilan humain
Une vingtaine de personnes étaient présentes sur le site au moment du déclenchement de l’incendie. Aucun mort ni blessé n’est à déplorer,.
Néanmoins, selon le SAMU, 51 personnes ont consulté les établissements de santé rouennais jeudi et vendredi matin à cause de l’incendie, dont cinq, des adultes qui avaient déjà des pathologies respiratoires auparavant, ont été hospitalisés. De même, tout près de Rouen, au centre hospitalier du Belvédère, qui abrite la plus importante maternité de Normandie, les patientes ont été incitées, par mesure de précaution, à reporter leurs rendez-vous, et les interventions chirurgicales, sauf urgences, pour ne pas exposer les mamans et leurs bébés. Au 4 octobre, l'agence régionale de santé (ARS) de Normandie a informe qu'à cette date, 224 personnes se sont présentées aux urgences hospitalières pour une pathologie « en lien » avec l'incendie. Huit ont été hospitalisées, et une l’était encore le 4 octobre.
À la suite de l'incendie, aucun suivi sanitaire n'a été mis en place malgré l’exposition des habitants aux produits chimiques et la contamination de l'environnement,.

### Panache de fumée noire et suie
Un panache de fumée toxique, opaque, noir et odorant s'est étendu sur une vingtaine de kilomètres et sur environ 6 km de large, orienté vers le nord-est. Des dépôts noirs huileux et riches en suies sont observés au sol, sur les constructions et la végétation. Le vent (d'environ 30 km/h en début de matinée et de 30-50 km/h à la mi-journée) a localement rabattu les fumées près du sol, de même que la pluie. Le panache a touché le pays de Bray en s'atténuant et se dispersant peu à peu en traversant la région des Hauts-de-France (où des odeurs d'hydrocarbures ont été signalées) vers la Belgique.
Selon le quotidien belge Le Soir, le nuage a atteint la Belgique cinq à six heures après le début du dégagement des fumées, soit dans la matinée du 26 septembre. Les molécules principales identifiées sont le monoxyde de carbone et le dioxyde de soufre. En raison des précipitations, ces fumées ont été lavées et puis dispersées par le vent. Le centre de crise, cité par le quotidien belge, précise que « les concentrations en particules fines qui ont pu parvenir en Wallonie sont donc très faibles, ce qui est confirmé par le réseau de mesures de la Cellule interrégionale de l’environnement (CELINE). La qualité de l’air reste donc bonne à l’heure actuelle ». Dans le Hainaut, des habitants ont observé des dépôts localisés de suie. Le centre de crise leur conseille d’aérer leur habitation, de porter des gants pour nettoyer les résidus et de bien laver les fruits et légumes produits localement.

### Qualité de l’air

#### Premiers résultats
Dès le début de l'accident, à Rouen et à proximité, une odeur forte et acre est ressentie plusieurs jours durant, mais malgré l'incommodation causée, la préfecture de Seine-Maritime affirme que la fumée et les suies ne présentent « pas de toxicité aiguë » (seuil défini par la dose qui risque à 50 % de tuer un être vivant) et que « le risque pour la santé reste faible ». Des journalistes de France 3 Normandie relatent toutefois des maux de tête persistants suivis de vomissements et dénoncent une carence de communication de la part des autorités.
Dans un communiqué du 28 septembre 2019, la préfecture de Seine-Maritime donne les résultats des premières mesures effectuées par divers intervenants. Les prélèvements de gaz effectués par les pompiers sur le site Lubrizol et autour de celui-ci le 26 septembre pendant l’incendie font apparaître que les composés organiques volatils sont tous inférieurs au seuil de quantification (quantité trop faible pour être mesurée) et font apparaître un état habituel de la qualité de l’air sur le plan sanitaire à l’exception de la mesure effectuée sur le site de Lubrizol pour ce qui concerne le benzène. Sur cette question du benzène, Frédéric Henry, PDG de l’entreprise, interviewé par Paris Normandie le 30 septembre, ne comprend pas son origine puisque l’entreprise ne stocke pas des fûts de benzène. Il émet l’hypothèse que l’entrepôt voisin qui a brûlé aussi pouvait entreposer ce type de produit.
Par ailleurs, Atmo Normandie, association loi de 1901 agréée par le ministère chargé de l’environnement, a effectué des analyses en continu. Comme son réseau de mesure permanent localisé dans l’agglomération de Rouen n’était pas dans le panache de fumée, Atmo Normandie a installé jeudi 26 septembre en début d’après-midi des moyens de mesure complémentaires en les positionnant sous la trajectoire des vents. En parallèle, 6 collecteurs de retombées atmosphériques ont été positionnés dans des communes sous le panache. Les résultats sont disponibles sur son site internet. Outre la communication des mesures en direct, l’association publie quotidiennement un communiqué de presse sur la qualité de l’air. Le samedi 28 septembre, le communiqué de presse précisait que « la qualité de l'air reste dégradée à Rouen, à la suite de l'incendie de Lubrizol. Et ce, malgré le fait que l'indice Atmo de qualité de l'air soit de 4 (qualificatif "bon"). En effet, de fortes odeurs sont encore perçues dans l'agglomération rouennaise sous les vents de l'usine ». De même l'ARS des Hauts-de-France diffuse un communiqué le 27 septembre présentant les résultats de l’association Atmo Hauts-de-France, affirmant que les niveaux de particules sont restés largement en deçà des seuils réglementaires journaliers.
Toutefois, dans une interview à Europe 1 le 29 septembre, Ginette Vastel, chargé du réseau risques et impacts industriels chez France nature environnement, déplore que les autorités n’aient toujours pas diffusé, trois jours après l’événement, la nature de tous les produits qui ont brûlé en précisant que « pour pouvoir avoir une idée des risques, il faut connaître cette liste de produits. Aujourd'hui, des mesures ont été faites, mais elles sont correctes uniquement pour des polluants spécifiques ». L'eurodéputé EELV Yannick Jadot ainsi que Delphine Batho, présidente de Génération écologie, expriment la même requête. Cette dernière qualifiant même cette non diffusion d’une « faute de l’État » .
Le 12 octobre, relayant l'Ineris, la préfecture confirme que certains agents d’extinctions (mousses) étaient des tensioactifs fluorés (composés organofluorés toxiques, écotoxiques et persistants, mais qui ont permis d'éteindre plus rapidement le feu).

#### Dioxines et furanes
Au lendemain de la parution de la liste de produits impliqués dans l’incendie, divers experts chimistes et toxicologues comparent la combustion de tels produits à celle qui se produit dans les incinérateurs et qui peut générer des dioxines et furanes (organochlorés toxiques, persistants et bioaccumulables, et figurant dans la liste des cancérigènes certains.

Agnès Buzyn, ministre de la Santé, répond à la question des dioxines qu’« en réalité, aujourd'hui, personne ne sait exactement ce que donnent ces produits mélangés lorsqu'ils brûlent. C'est la demande que nous allons faire à l'Ineris, qui est l'agence chargée de l'évaluation des risques industriels »,.
- Le 3 octobre, l'Institut national de l'environnement industriel et des risques confirme devant la presse qu'il est « possible que l'incendie ait conduit à l'émission de dioxine »[100].
- Le même jour, le site de la préfecture publie des résultats encore partiels et peu nombreux : les valeurs mesurées sous le panache sont inférieures ou supérieures au bruit de fond, dans un ordre de grandeur comparable aux valeurs d'une zone témoin non affectée par l'accident (de 0,04 à 0,20 nano-gramme d’équivalent dioxine par mètre carré ; alors que le « blanc » a été mesuré à 0,06). La préfecture précise que des résultats complémentaires sont nécessaires pour approfondir les premières observations[71].
- Le 8-9 octobre, Atmo-Normandie présente les résultats d'analyse de dioxines-furanes échantillonnés dans la pluie dans 5 communes[101], le jour de l'accident et l'après-midi du lendemain, le 27 septembre : le taux de dioxines-furanes de l'échantillon fait à Préaux, qui était alors situé sous le panache de fumée est de 12,66 pg/m2/jour I‐TEQ [I-TEQ signifie Equivalent Toxique International ; International Toxic Equivalent en anglais] ; un niveau  "relativement" élevé, près de 4 fois le niveau médian pour la Normandie (médiane calculée sur la base de 228 échantillons de pluie faits en Normandie de 2009 à 2017)[102]. Atmo précise qu'une « analyse de sols et produits cultivés est nécessaire pour connaître le risque sanitaire (exposition majoritaire par ingestion) »[103],[104].
- le 8 octobre 2019, l'Ineris publie les analyses de prélèvements (sur lingettes) faits le 28 septembre à Forges-les-Eaux, Neufchatel-en-Bray et Saint-Saëns où des retombées de suies ont été signalées. Les taux de dioxines sont compris entre 0,12 et 0,24 ngTEQ/m² (comparables aux mesures faites à Rouen, sauf pour une valeur de 2,80 ngTEQ/m² relevée à Saint-Saens (qui pourrait éventuellement être due à la peinture de la table de ping-pong où le prélèvement a été fait selon l'Ineris ; pour « lever le doute sur cette valeur singulière, des analyses supplémentaires sur cette peinture vont être réalisées par l’INERIS »[105].

### Qualité des sols

#### Question des suies
Les sols peuvent avoir été contaminés par les retombées des suies et d'autres produits polluants susceptibles d’avoir été emportés dans le panache. Les analyses des premiers prélèvements de surface effectués le 26 septembre durant la journée dont un prélèvement témoin situé hors du panache ne mettent pas en évidence de différences significatives entre le prélèvement témoin et les autres sites situés sous le panache pour les HAP (hydrocarbures aromatiques polycycliques). Les résultats sur les métaux ne mettent pas non plus en évidence d’impact sous le panache.
L'Agence régionale de santé (ARS) des Hauts-de-France annonce, dimanche 29 septembre, que les services de l’État font procéder à un recensement des territoires « susceptibles » d'avoir été touchés par des suies dues au nuage de fumée. Sur Internet et dans la presse locale, des témoignages font état de suies à Lille, dans l'Aisne et l'Oise notamment.
« Jusqu'à nouvel ordre et à titre de précaution », la préfecture recommande d'éviter les déplacements non indispensables ; elle demande aux éleveurs, propriétaire d'animaux (de rente notamment) et agriculteurs situés dans la zone du panache de fumée de rentrer et de sécuriser les animaux et leur abreuvement et alimentation en les plaçant sous abri et en veillant à ce qu'ils ne mangent pas de nourriture souillée (les ruminants doivent être déplacés vers des pâtures saines, exemptes de dépôt de suie ou consommer une nourriture d'ensilage ou un foin ou tout autre aliment qui aura été protégé. Les animaux ne doivent pas s'abreuver à l'extérieur.
En attendant des précisions sur le risque, les agriculteurs ne doivent pas récolter leurs productions.
Les particuliers ne doivent pas manger de fruits et légumes du jardin « qui ne pourraient être épluchés ou lavés de façon approfondie »
Les recommandations de la préfecture pour le nettoyage des dépôts de suies sont les suivantes :
- « éviter tout contact cutané » ;
- « nettoyer les locaux, fenêtres, mobiliers et jeux extérieurs et les abords (préau, cours…) uniquement à l'eau » ;
- « ne pas utiliser de nettoyeur haute pression pouvant mettre en suspension des particules » ;
- « ne pas effectuer de balayage à sec » ;
- « ne pas utiliser d'aspirateur » ;
- « lors du nettoyage, protéger sa peau par le port de gants de ménage » ;
- « ne pas consommer les végétaux souillés par les suies et se laver les mains en cas de contact ».

#### Voiries
Les prélèvements réalisés notamment sur les voiries et sur des sites extérieurs mettent en évidence des teneurs en métaux pouvant être plus élevées, dans certains secteurs à proximité du site ou sous les vents. Il s’agit du plomb, pour lequel une valeur maximale de 2 230 µg/m2 a été relevée sur la gare maritime[Quoi ?]. Deux valeurs proches de 1 000 µg/m2 sur des prélèvements extérieurs en proximité de voirie (grille et conteneur à verre) sont susceptibles de relever d’une source historique. Il n’y a pas de seuil réglementaire et de valeurs de références sanitaires concernant la présence de plomb dans les poussières déposées sur la voirie. Toutefois, il n’y avait pas de plomb sur le site. Les valeurs observées sont cohérentes avec celles qui peuvent être rencontrées en milieu urbain et par conséquent il n’est a priori pas possible d’attribuer l’origine de ces valeurs à l’événement.

#### Sols agricoles
En attendant qu'un bilan des risques soit fait, la préfecture préconise que les agriculteurs ne doivent pas récolter, et les éleveurs sont invités à rentrer leurs bêtes.
Le lundi dimanche 30 septembre, il ressort que les autorités d'une centaine de communes ont interdit « à titre conservatoire » la récolte des cultures et des denrées alimentaires d'origine animale en raison des retombées de suie occasionnées par le nuage qui « sont susceptibles de présenter un risque de santé publique ». Le lait, le miel collectés et les œufs d'élevage en plein air pondus depuis jeudi « sont consignés sous la responsabilité de l’exploitant jusqu'à l'obtention de garanties sanitaires sur les productions, sur la base de contrôles officiels, » peut-on lire dans ces arrêtés.
Selon le quotidien Le Monde, ce sont 137 000 hectares de superficie agricole utilisée (SAU) qui sont concernés, soit 1 370 km2. Cela représente environ 2 000 entreprises dont la production ne peut être vendue si elle a été récoltée après le 26 septembre, jour de l’incendie, car elle est « susceptible d’avoir été exposée à la contamination ».

### Cas de l’amiante
La présence d'amiante dans la toiture des bâtiments qui ont brûlé est confirmée dans le communiqué de la préfecture du 28 septembre. Il s’agit d’un sujet identifié qui est suivi tant pour la protection des travailleurs et sapeurs-pompiers que des riverains. Un programme de mesures de fibres dans l'air a été engagé dans le site et dans un rayon de 300 mètres et sera complété par des analyses complémentaires au-delà des 300 mètres. Le retour d'expérience sur ce genre de sinistre montre, selon la préfecture, que le risque de dispersion de fibres est limité par l'effondrement rapide de la toiture. Le 1er octobre, le préfet assure que les premiers résultats n'ont pas révélé de « risques avérés » concernant la présence d'amiante dans l'air ou sur les surfaces environnantes. En revanche, il précise que des fragments de fibrociment, qui composaient la toiture de l'usine, ont été projetés dans les environs à la suite de l'explosion de celle-ci. Ces fragments comportent de l'amiante et le préfet a demandé « aux particuliers, aux entreprises et aux riverains de ne pas y toucher », assurant que des entreprises spécialisées seront chargées de les éliminer . Les journalistes de l'émission "Envoyé spécial" du 6 janvier 2023, apportent des informations sur la possible sous-estimation de la dissémination de l'amiante dans les jardins, les toitures, à la suite de l'accident,.

### Qualité de l’eau
La métropole Rouen Normandie, qui regroupe 71 communes, est compétente en matière d’assainissement et de gestion des eaux sur ce territoire. Elle précise que les réservoirs d’eau potable de la rive nord de la métropole, sur laquelle s’est concentré le panache de fumée, ont tous été vérifiés, en lien avec l’ARS de Normandie et qu’aucune trace de contamination n’a été relevée. Un contrôle renforcé est mis en place sur les captages pour suivre les éventuels impacts sur l’eau des nappes phréatiques sur le court et le moyen terme. Elle communique en outre la liste des 29 molécules analysées et les résultats des analyses des prélèvements réalisés les 26 et 27 septembre par l’ARS.

## Conséquences économiques
Les premières conséquences économiques concernent l’entreprise elle-même dont l’activité, dans le site sinistré, est arrêtée. Mais de nombreux autres acteurs sont affectés.

### Entreprises locales et activité partielle
D’autres entreprises locales sont affectées, notamment les sous-traitants de l’entreprise Lubrizol ou les entreprises situées dans le périmètre interdit à la circulation, comprenant le pont Gustave-Flaubert, les rues et routes du périmètre proches de l’incendie, susceptibles d’être affectées par une rupture d’approvisionnement ou l’impossibilité d’accéder à des chantiers ou aux entreprises par exemple. Dans ce contexte, la préfecture mobilise le dispositif d'activité partielle pour les entreprises qui permet aux entreprises, confrontées à une conjoncture économique difficile ou à des circonstances exceptionnelles liées notamment à un sinistre, de réduire ou suspendre temporairement leur activité, tout en assurant aux salariés une indemnisation en compensation de la perte de rémunération qui en découle et en garantissant à l’employeur une prise en charge partielle de cette indemnisation par l’État. Pour toute heure chômée, les entreprises bénéficient d’une allocation horaire, financée par les partenaires sociaux d’un montant de 7,74 €, pour les entreprises de 1 à 250 salariés et de 7,23 € pour les entreprises de plus de 250 salariés. Cette prise en charge est limitée à un contingent de 1 000 heures, par année civile, par salarié.

### Exploitations agricoles
Le ministère de l'Agriculture indique le mardi 1er octobre qu’au moins 1 800 agriculteurs ont été touchés par les suies de l'incendie. Les agriculteurs qui ne peuvent pas vendre leurs productions seront indemnisés grâce au Fonds de mutualisation du risque sanitaire et environnemental. Le coût des pertes agricoles n'est pas encore possible à estimer aujourd'hui, a jugé sur France Info la présidente de la FNSEA, Christiane Lambert. Le ministre de l’Agriculture, Didier Guillaume, a déclaré que c'est le principe du pollueur-payeur qui devra s'appliquer. « Il faudra que celui qui est responsable paye. [..] Ce n'est pas au contribuable français, ce n'est pas à ceux qui paient des impôts à Rouen de payer pour se protéger et pour protéger les paysans » .
Au 3 octobre 2019, 216 communes avaient fait, selon terre-net.fr, l’objet d’arrêtés préfectoraux visant à limiter certaines activités agricoles et à restreindre la mise sur le marché de produits alimentaires d'origine animale et végétale. Cinq départements sont concernés : l'Aisne, le Nord, l'Oise, le Pas-de-Calais et la Seine-Maritime. 206 arrêtés ont été pris dès les premiers jours suivant l’incendie. Deux nouveaux arrêtés préfectoraux - un dans l'Oise, un autre dans l'Aisne - ont été pris le 2 octobre, ajoutant 4 communes de l'Oise et 6 autres dans l'Aisne à la liste des communes concernées

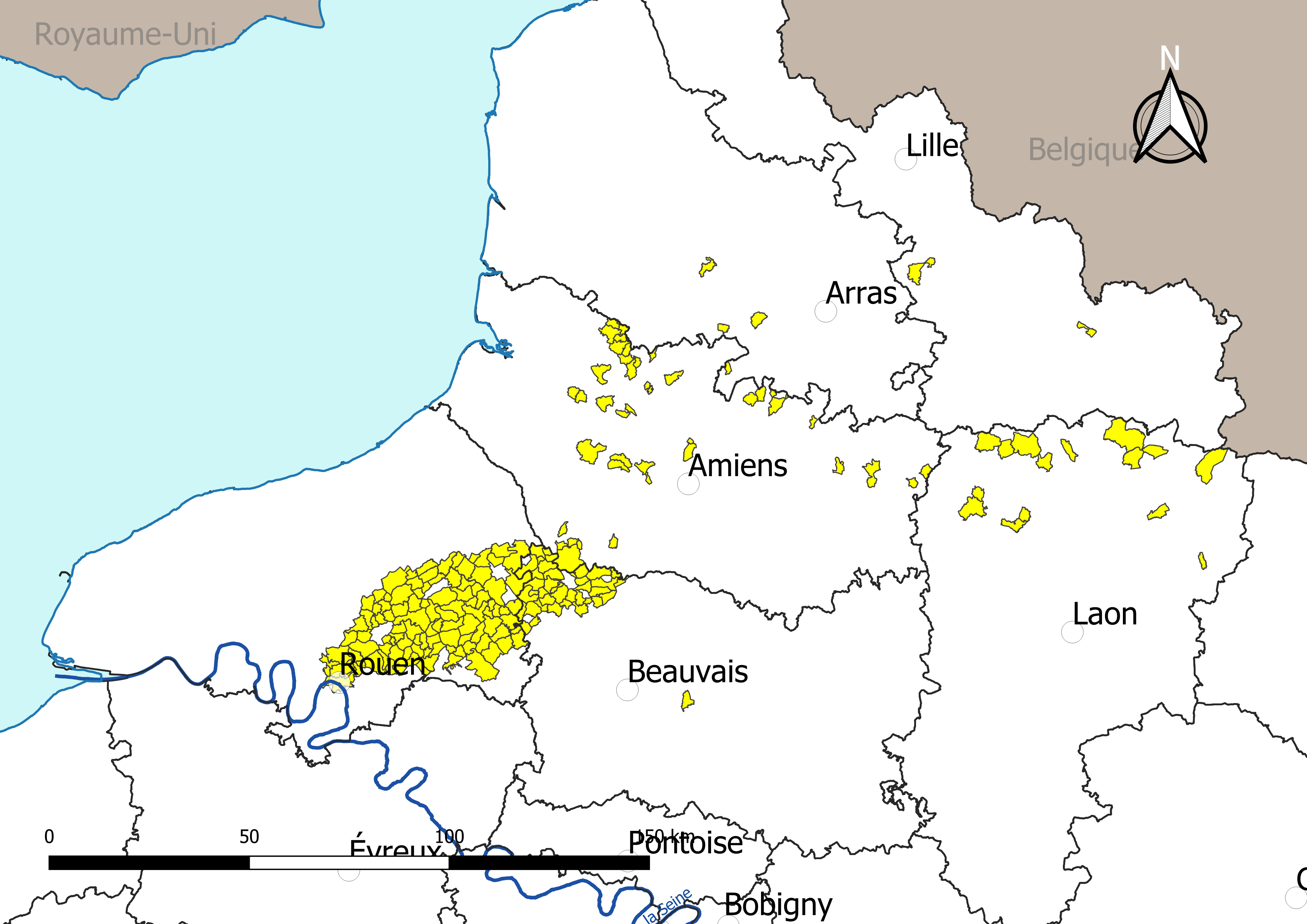
Carte des communes françaises ayant fait l’objet d’arrêtés préfectoraux visant à limiter certaines activités agricoles et à restreindre la mise sur le marché de produits alimentaires d'origine animale et végétale.

,,.
Réponses : Le 11 octobre, un accord est annoncé entre l’État et Lubrizol, visant à indemniser 453 éleveurs de 6 départements concernés par l'interdiction de vendre leur lait, avec l'aide du Fonds de mutualisation des risques sanitaires et environnementaux (FMSE) . Lubrizol crée en complément un fonds de solidarité (50 millions d’euros annoncés) pour compenser les pertes subies par les agriculteurs et autres secteurs économiques concernés.

### Levée de l'interdiction sur le lait
Après la parution de l'avis de l'Anses du 14 octobre dernier, le Ministre de l'Agriculture a confirmé la levée des mesures de restriction sur le lait. Les préfets des cinq départements vont donc abroger les arrêtés préfectoraux pris pour la protection des consommateurs. Les 130 prélèvements et analyses effectués ne présentent pas de signes de bioaccumulation dans le temps et les résultants figurent en deçà des valeurs réglementaires. Toutefois, une veille et une surveillance rapprochée doit être maintenue.

## Autres conséquences

### Sur les autres sites Seveso
La ministre de la Transition écologique et solidaire, Élisabeth Borne, adresse le 2 octobre une instruction aux préfets relative aux premières mesures à prendre dans les sites Seveso à la suite de l'accident de l'usine Lubrizol. Elle demande aux préfets de rappeler aux exploitants d'établissements Seveso « leur pleine responsabilité sur la conformité de leurs installations au regard des engagements pris dans leur étude de dangers » et de la nécessité que ceux-ci « disposent en temps réel d'une connaissance de la nature et des quantités de produits présents aux différents emplacements de leur site ». Elle leur demande également de sensibiliser les exploitants au caractère opérationnel « des mesures de prévention, limitation et protection d'un accident » et qu’ils doivent « s'assurer à nouveau de la connaissance par tous les opérateurs des risques présentés par les installations et les attitudes à tenir en cas d'alerte. ».

## Enquêtes
Sur place, l'enquête est menée par le SRPJ de Rouen, l’Office central de lutte contre les atteintes à l'environnement et à la santé publique (Oclaesp) et l’Institut de recherche criminelle de la gendarmerie nationale (IRCGN). Le début des investigations sur le terrain commence le 8 octobre, la persistance de certains points chauds empêchant jusqu'alors la venue sur place d'enquêteurs. Le parquet rappelle qu'au 8 octobre 18 enquêteurs du SRPJ ont d'ores et déjà réalisé 39 auditions et saisi plusieurs dizaines de vidéos, extraites des systèmes de vidéo-surveillance, qui sont en cours d'analyse. L'OCLAESP et des unités spéciales de la gendarmerie ont également été mis à contribution.

### Procédures judiciaires

#### Plaintes pour mise en danger d'autrui
Le jeudi 26 septembre, le parquet annonce ouvrir une enquête pour destructions involontaires. Plusieurs plaintes contre X sont déposées, pour la plupart par des personnes se disant victimes de malaises, de nausées ou de vertiges. Devant ces nouveaux éléments, le chef d’accusation est élargi par le parquet, le samedi 28, à la mise en danger d'autrui. D'autres plaintes suivent la saisine du parquet, comme celle des syndicats de France Télévisions au nom des salariés de France 3 Rouen Métropole, qui travaillent dans un bâtiment tout proche du site de l'incendie de l’usine chimique Lubrizol, disant craindre des répercussions pour leur santé.

Le 1er octobre le parquet de Rouen se dessaisit au profit du pôle de santé publique du tribunal de Paris en raison notamment de la technicité du dossier et « du nombre de plaintes pour mise en danger d'autrui ». Le 4 octobre, deux communes, Mont-Saint-Aignan et Bois-Guillaume, portent également plainte pour mise en danger de la vie d'autrui. Elles sont suivies par le maire de Rouen qui porte également plainte contre X le 8 octobre au nom de la commune de Rouen et de la métropole Rouen Normandie. À cette date, 130 plaintes ont déjà été déposées par des particuliers ou élus locaux.

#### Plainte contre X du directeur de l'entreprise
Le samedi 28 septembre 2019, le PDG de l’entreprise, Frédéric Henry, qui avait émis immédiatement des doutes quant à l'origine de l'incendie, porte plainte contre X. Sur la foi d'enregistrements de vidéosurveillance et de témoins oculaires, il suggère que l’origine du feu serait extérieure à Lubrizol et que le feu se serait propagé ensuite au site.

#### Référé-constat
Le lundi 30 septembre, Corinne Lepage saisit la justice en déposant, pour l'association Respire et cent citoyens, un référé constat devant le tribunal administratif de Rouen. Cette procédure d’urgence permet, selon elle, « d'avoir des informations contradictoires dans un délai très court ». Elle précise toutefois qu’elle ne dit pas que les informations du préfet sont partiales, mais qu’« elles nous semblent partielles ». L'ancienne ministre de l'Écologie dit craindre que l'on n'ait pas cherché les bons polluants ou pas collecté les échantillons au bon endroit. « Dans le cas des écoles, pointe-t-elle, pourquoi se contenter de prélèvements sans toucher au sol? On sait que les métaux lourds par principe retombent au sol. ». La juge des référés du tribunal administratif de Rouen nomme le 4 octobre un expert en produits chimiques et industriels pour procéder à « un constat des conséquences environnementales » de l'incendie. Cette mission d’expertise a pour objet de « préserver d'éventuelles preuves qui pourraient permettre aux parties de déterminer les analyses et études complémentaires à mener ». Cet expert doit rendre son rapport avant le 31 octobre 2019.

#### Enquête pour démarchages abusifs
Les services de Direction générale de la Concurrence, de la Consommation et de la Répression des fraudes (DGCCRF) ouvrent une enquête pour « démarchage abusif » après l'incendie de cette usine. Des habitants riverains de l'usine Lubrizol déclarent avoir été démarchés par des laboratoires se disant mandatés par la préfecture de Seine-Maritime pour venir mesurer la qualité de l'air juste après l'incendie, mesures leur ayant ensuite été facturées. Le site d'information Franceinfo, qui rapporte l’information, rappelle que les consommateurs qui s'estiment victimes de prélèvements abusifs ont 14 jours pour se rétracter. Il met également en garde contre une autre arnaque, celle d'entreprises se disant mandatées pour récupérer des morceaux de tôle en fibrociment emportés par l'incendie de l'usine,.

### Mission d'information et commission d'enquête parlementaires

#### Mission d'information de l'Assemblée nationale
Plusieurs députés demandent l’ouverture d’une enquête parlementaire. Dès le 27 septembre, le député socialiste, Christophe Bouillon, fait une demande dans ce sens, appuyé par Olivier Faure. Les députés de la France insoumise relayent cette requête, suivis de Delphine Batho, députée non-inscrite et ancienne ministre de l’Environnement. À droite, Christian Jacob, le président du groupe LR, préfère une « mission d’information » tandis que Nicolas Dupont-Aignan, président de Debout la France, demande également une enquête parlementaire. La Conférence des présidents de l'Assemblée nationale décide finalement, le mercredi 2 octobre au matin, d’ouvrir une mission d’information sur l’incendie de l’usine Lubrisol. La première réunion se tient le 9 octobre.

#### Enquête sénatoriale
Le jeudi 3 octobre le président du Sénat, Gérard Larcher, déclare de son côté sur LCI qu'une commission d'enquête parlementaire diligentée par le sénat sera créée « dans quelques jours » pour une durée maximale de six mois, aux prérogatives plus larges que la mission d'information de l'Assemblée nationale. Cette commission d'enquête, dite transpartisane, est créée au Sénat le 10 octobre 2019.

### Enquêtes administratives
Le 4 octobre 2019, le préfet annonce l’ouverture d’une enquête administrative pour déterminer s’il était normal que l’entreprise voisine de Lubrizol, à savoir Normandie Logistique, hébergeait temporairement des produits en provenance de l’usine Lubrizol. Deux de ses entrepôts ont en effet brûlé, sans que l’on sache formellement la quantité de produits impliqués.

### Enquêtes journalistiques
Le media d'investigation normand, Le Poulpe, s'est fait connaître par ses révélations sur l'incendie de l'usine Lubrizol à Rouen.

## Traitement médiatique de l'événement et réseaux sociaux

### Communication des autorités

#### Difficultés de communication
Cinq ministres se succèdent à Rouen dans les cinq jours suivant l’accident pour tenter de rassurer la population, sans y parvenir complètement. Jeudi 26, après l’incendie, c’est d’abord le ministre de l’Intérieur, Christophe Castaner, qui se rend sur place et déclare qu’il n’y a « pas d’élément qui permette de penser qu’il y a un risque lié aux fumées » et ajoute « ne paniquons pas sur cette situation mais il faut être d’une grande prudence ». Il est suivi vendredi 27 par la ministre des Solidarités et de la Santé Agnès Buzyn qui déclare « La ville est clairement polluée par les suies » et Élisabeth Borne, la ministre de la Transition écologique et solidaire, qui assure qu'il n'y a « pas de polluants anormaux dans les prélèvements effectués ». Ce même jour, Jean-Michel Blanquer, ministre de l’Éducation nationale, se rend à l’Inspection académique de Seine-Maritime pour vérifier la mobilisation des équipes de l’Éducation nationale et assurer que « toutes les écoles seront en mesure de rouvrir leurs portes lundi ». Enfin le Premier Ministre, Édouard Philippe, se déplace lundi 30 et déclare que les odeurs provoquées par l’incendie sont « gênantes » mais assure qu’elles ne sont « pas nocives ». Il promet « l'absolue transparence » et réaffirme, devant le site, sa « volonté extrêmement ferme de dire ce que nous savons dès que nous le savons ».
La critique de la communication gouvernementale tient à plusieurs raisons. D’abord, les informations sont parfois contradictoires, d'un orateur à l'autre, voire au sein de certaines déclarations, et certaines réserves laissent subsister un doute. Ensuite, la liste des produits brûlés n'est pas immédiatement dévoilée, ce qui laisse le champ libre à de nombreuses infox sur les réseaux sociaux. Enfin, le souvenir d'anciens scandales sanitaires persiste (catastrophe de Tchernobyl, affaire du sang contaminé et incendie de Notre-Dame de Paris).
Mais les autorités ne sont pas les seules à avoir eu une communication défaillante. Le silence de Lubrizol a, par ricochet, accru le ressenti d'incertitude sur la fiabilité des informations données par l'État. Le 5 octobre 2019, Édouard Philippe déclare d'ailleurs que Lubrizol a été « trop absente dans sa communication », ajoutant qu'il « aurait aimé la voir plus prompte à s'engager pour accompagner financièrement les riverains qui ont subi des dommages »,,. Les prises de position de scientifiques critiquant l'action des autorités sanitaires ont contribué aussi à brouiller la parole de l'État. Jour après jour, le préfet de Seine-Maritime continue de livrer les résultats des analyses en présence des services de l'État concernés (ARS, Dreal, Protection des populations…) et à les diffuser sur le site Internet parfois sans décryptage. Enfin, certaines initiatives prises par des personnes publiques sous couvert du principe de précaution ont, au mieux créé de la confusion, au pire de l'anxiété. Autant d’éléments, avec la surenchère des réseaux sociaux et des chaînes d’information en continu, qui ont contribué à une hystérie collective et une défiance généralisée vis-à-vis de la parole de l’État.

#### Plateforme d'information
Souhaitant montrer sa détermination à communiquer et à fournir aux habitants de Rouen et de son agglomération les réponses à leurs questions, le gouvernement met en ligne le 3 octobre 2019 une plateforme d’information. Ce nouveau dispositif, organisé en quatre sections : « les informations clefs, les actions de l' État, les numéros d'informations et les questions fréquentes », vise à rassurer sur la qualité de l'air et de l'eau, à rassembler les différents résultats d'analyses rendus publics au fur et à mesure, à recenser les produits présents dans les entrepôts qui ont brûlé et à diffuser les recommandations sanitaires émises à l'attention de la population.

#### Comité pour la transparence et le dialogue
Poursuivant sa politique de transparence souhaitée par Édouard Philippe, le gouvernement met en place le 11 octobre 2019 un « comité pour la transparence et le dialogue », réunissant élus, industriels, associations, organisations professionnelles et syndicales, acteurs économiques, services de santé et représentants du monde agricole. Trois ministres, Élisabeth Borne, Agnès Buzyn et Didier Guillaume, respectivement  chargés de l'environnement, de la santé et de l’agriculture et de l’alimentation, se rendent à Rouen à cette occasion. Elisabeth Borne déclare que ce comité « a vocation à associer l’ensemble des acteurs du territoire afin d’assurer un suivi, dans la durée, des conséquences de la catastrophe industrielle et de partager toutes les informations »,.

### Désinformation et rumeurs
Quelques rares infox se sont propagées sur les réseaux sociaux.
Un film vidéo d'une catastrophe dans une zone industrielle, tourné de nuit, circule sur Twitter dans les premières heures de la catastrophe : il s'agit d'images tournées à Tianjin (Chine) le 12 août 2015.
Des photos et vidéos d'oiseaux morts ont circulé. Certaines n'ont pas été authentifiées comme consécutives à l'incendie, d'autres ont été prises en Chine. Par la suite, l'auteur des photos a minimisé : « Je ne pense pas que ça soit à cause de l'incendie », a expliqué que les deux pigeons sont peut-être bien tombés d'un nid qui se trouvait juste au-dessus, sur une poutre, et reconnaît finalement être « allé un peu vite en besogne dans ses conclusions ». Les soigneurs du département confirment : « Nous n'avons constaté aucun surcroît d'activité depuis l'incendie de Rouen, qu'il s'agisse des oiseaux ou de toute autre espèce ».
Un faux communiqué censé émaner de l'Agence régionale de santé de la région Hauts-de-France et de la préfecture de Seine-Maritime en date du 27 septembre est également diffusé.
Des vidéos « d'eau noire » sortant de robinets de lavabo sont massivement relayées sur les réseaux sociaux le lundi 30 septembre. Ces vidéos n'ont pas été authentifiées. La Métropole Rouen Normandie diffuse alors le communiqué suivant : « des analyses ont été réalisées par le laboratoire indépendant LABEO sous le contrôle de l'ARS le 26 septembre 2019 sur les réservoirs d'eau potable de l'agglomération et le 27 septembre sur ceux de Morgny la Pommeraye ». Aucune anomalie n'a été constatée.

## Réactions
Malgré un appel à ne pas encombrer les lignes par des signalements concernant des phénomènes déjà pris en compte (odeur, fumée, etc.), à 15 h 00 plus de 1 200 appels avaient été enregistrés par le Centre d’Information au Public (CIP) ouvert le matin même par la Préfecture pour répondre aux questions (hors urgences médicales). La préfecture a signalé que de légères céphalées d’apparition progressive et des irritations de la gorge ont été observées. Elle a recommandé de contacter le 15 en cas de difficultés respiratoires, ou céphalées intenses ou persistantes.
Sur les réseaux sociaux notamment, des commentaires reprochent aux médias d'avoir principalement parlé du décès de Jacques Chirac, survenu le même jour, au détriment de cet accident industriel. Télérama publie un article intitulé "Une usine classée Seveso brûle et les télés regardent ailleurs", paraphrase de la déclaration de Jacques Chirac lors du IVe Sommet de la Terre en 2002 : « notre maison brûle et nous regardons ailleurs ».
Plusieurs organisations (EELV, LFI, la CGT et le PCF) ont réclamé vendredi une totale transparence sur l’accident en regrettant le manque d’informations de la population par les autorités sur la nature des produits qui ont brûlé et sur les possibles conséquences sanitaires :
- David Cormand demande « des informations précises et régulières »[162] ;
- Fabien Roussel (PCF) demande plus de transparence et déplore des « conséquences écologiques dramatiques pour nos vies pour le climat »[162] ;
- Jacky Bonnemains (ONGE "Robin des bois ») estime que les suies posent un « problème diffus mais majeur » et craint une pollution de la Seine ou de la station d’épuration de Rouen ;
- Gérald Le Corre (CGT), jugeant qu'il « est impossible de faire confiance à cette communication étatique qui se veut rassurante »[162], demande une « transparence complète sur les risques encourus » et « la communication de la liste des produits présents sur la partie du site en feu ainsi que l'ensemble des études toxicologiques sur ces mêmes produits », « la communication immédiate sur le site Internet de la préfecture des résultats d'analyse effectués et leur mise à jour au fil de l'eau », ainsi que « la transparence sur les raisons de ce nouvel incendie »[86] ;
- François Veillerette (Association Générations futures) estime qu’on ne peut pas exclure des maladies chroniques ou effets à long terme. Prenant l’exemple des suies (« cancérogène avéré ») ainsi que du benzène (cancérogène avéré retrouvé sur le site), il suggère un suivi épidémiologique des personnes ayant été exposées, suivi à maintenir sur le long terme, y compris des gens qui déménageront[163] ;
- Un Rouennais (Gregory Simonklein) a créé un collectif dénommé « Lubrizol », demandant aux autorités la vérité sur cet accident et des solutions[163].

Une autre conséquence de ce type d'accident est une réputation dégradée à la fois pour l'industrie de la chimie et pour les autorités administratives devant la contrôler.